# Jakaya Kikwete
Jakaya Mrisho Kikwete (7. listopada, 1950.) je tanzanijski političar. Prosinca 2005. izabran je za 4. predsjednika Tanzanije. 

## Obrazovanje
Od 1959. do 1963., Kikwete je pohađao osnovnu školu Karatu u Tanzaniji te nastavio sa srednjom školom Tengeru od 1962. do 1965.
1975. godine Kikwete je diplomirao ekonomiju na fakultetu Dar-es-Salaama.